# Măsurare
Măsurarea reprezintă procesul de obținere pe cale experimentală a uneia sau a mai multor valori ale mărimii care pot fi atribuite în mod rezonabil unei mărimi. Știința măsurării este metrologia. Măsurarea este un proces de determinare a mărimii (măriei) unei cantități de mărime fizică, cum este o lungime sau o masă, în raport cu o unitate de măsură, cum este metru sau kilogram. Această definiție este valabilă în fizică și tehnică. 

## Alt fel de măsurări
Pentru alte domenii, cum sunt științele sociale, conceptul de măsurare expus anterior nu poate fi transpus, pentru că nu există (ca în fizică) o unitate de măsură, în sens social. Totuși măsurări se fac și acolo dar, definitoriu, măsurarea este atunci o atribuire de numere unor obiecte, fenomene, evenimente în așa fel încât respectiva atribuire să fie o reprezentare a unei relativari empirice într-o raportare (relativare) numerică de aceeași formă (fel), homomorfă. În aceste cazuri se definesc o scală (de măsură) sau nivele de măsură (măsurare) pentru respectivele raportări.

## Noțiuni din vocabularul standard al metrologiei
Organizația Internațională de Metrologie Legală (en) a definit expres unele noțiuni legate de măsurare în standardul OIML V 2-200 a cărui traducere oficială în limba română este SR Ghid ISO/CEI 99: 2010.
- Banda de insensibilitate este intervalul maxim în interiorul căruia valoarea unei mărimi măsurate poate fi modificată în ambele direcții fără a provoca o modificare detectabilă a indicației corespunzătoare.
- Calculul mărimilor reprezintă ansamblul de reguli și operații matematice aplicate mărimilor altele decât marimile ordinale.
- Comparabilitatea metrologică a rezultatelor de măsurare este comparabilitatea rezultatelor de măsurare — pentru mărimi de o natură dată — care sunt trasabile metrologic la aceeași referință.
- Compatibilitatea metrologică a rezultatelor de măsurare este o proprietate a unui set de rezultate de măsurare pentru un măsurand specificat, astfel încât valoarea absolută a diferenței oricărei perechi de valori măsurate ale mărimii de la două rezultate de măsurare diferite să fie mai mică decât un multiplu ales al incertitudinii standard de măsurare pentru acea diferență.
- Condiția de măsurare cu precizie intermediară este o condiție de măsurare, dintr-un ansamblu de condiții care cuprinde aceeași procedură de măsurare, același loc și măsurări repetate ale acelorași obiecte sau ale unor obiecte similare pe o perioadă de timp extinsă, dar poate include și alte condiții ce presupun schimbări.
- Dimensiunea mărimii reprezintă o exprimare a dependenței unei mărimi față de mărimile fundamentale ale unui sistem de mărimi sub forma unui produs al puterilor factorilor corespunzători mărimilor fundamentale, omițând orice factor numeric.
- Eroarea de măsurare aleatorie este o componentă a erorii de măsurare care la măsurări repetate variază într-un mod imprevizibil.
- Eroarea de măsurare maximă admisă (sau o limită de eroare) este valoarea extremă a erorii de măsurare, în raport cu o valoare de referință cunoscută a mărimii, care este tolerată de specificații sau reglementări pentru o măsurare, un instrument de măsură sau un sistem de măsurare date.
- Eroarea de măsurare sistematică este o componentă a erorii de măsurare care la măsurări repetate rămâne constantă sau variază într-un mod previzibil.
- Eroarea la valoarea zero a mărimii măsurate este eroarea informației de măsurare acolo unde valoarea specificată a mărimii măsurate este zero.
- Finețea unui sistem de măsurare reprezintă raportul dintre modificarea unei indicații a unui sistem de măsurare și modificarea corespunzătoare a valorii mărimii măsurate.
- O funcție de măsurare este o funcție a mărimilor a cărei valoare, atunci când se calculează cu ajutorul unor valori cunoscute ale mărimii pentru mărimile de intrare dintr-un model de măsurare, reprezintă o valoare măsurată a mărimii pentru mărimea de ieșire din modelul de măsurare.
- Incertitudinea măsurării este un parametru ne-negativ ce caracterizează dispersia valorilor mărimii atribuite unui măsurand, pe baza informațiilor utilizate.
- Incertitudinea de măsurare de zero este incertitudinea măsurării acolo unde valoarea măsurată specificată a mărimii este zero.
- Incertitudinea definițională a măsurării este o componentă a incertitudinii măsurării ce rezultă din numărul limitat de detalii la definirea unui măsurand.
- Incertitudinea standard a măsurării este incertitudinea măsurării exprimată ca abatere standard.
- Incertitudinea standard combinată a măsurării este o incertitudine standard a măsurării obținută cu ajutorul incertitudinilor standard individuale asociate cu mărimile de intrare dintr-un model de măsurare.
- Incertitudinea extinsă a măsurării reprezintă produsul dintre o incertitudine standard combinată și un factor mai mare decât unu.
- Incertitudinea standard relativă a măsurării este incertitudinea standard împărțită la dimensiunea absolută a valorii măsurate a mărimii.
- Incertitudinea țintă a măsurării este o incertitudine specificată ca limită superioară și stabilită în funcție de destinația rezultatelor măsurării.
- Un interval de acoperire este un interval ce conține setul de valori reale ale mărimii pentru un măsurand, cu o probabilitate stabilită, pe baza informațiilor disponibile.
- Un interval de indicație reprezintă un set de valori ale mărimii mărginit de indicații extreme posibile.
- Un lanț de măsurare reprezintă o serie de elemente ale unui sistem de măsurare care formează o singură cale a semnalului de la un senzor și până la un element de ieșire.
- Limita de detecție este o valoare a mărimii măsurate, obținută printr-o procedură de măsurare dată, pentru care probabilitatea de a afirma în mod fals absența unui element dintr-un material este β, dată fiind probabilitatea α de a afirma în mod fals prezența acestuia.
- Măsurandul reprezintă mărimea supusă măsurării.
- O măsură materializată este un instrument de măsură care reproduce sau furnizează, în mod permanent pe parcursul utilizării sale, mărimi de unul sau mai multe feluri (naturi) date, fiecare cu o precizată (stabilită) valoare a mărimii.
- O metodă de măsurare este o descriere generică a organizării logice a operațiilor necesare pentru realizarea unei măsurari.
- Pragul de mobilitate reprezintă cea mai mare modificare a valorii unei mărimi măsurate care nu produce nicio modificare detectabilă a indicației corespunzătoare.
- Principiul de măsurare reprezintă un fenomen ce servește drept bază pentru o măsurare.
- Probabilitatea de acoperire reprezintă probabilitatea ca setul de valori reale ale mărimii pentru un măsurand să se găsească într-un interval de acoperire specificat.
- Procedura de măsurare (sau de operare) este descrierea detaliată a unei măsurări, conform unuia sau mai multor principii de măsurare și unei metode de măsurare date, pe baza unui model de măsurare, incluzând orice calcule necesare pentru a se obține un rezultat al măsurării.
- Procedura de măsurare de referință este o procedură de măsurare acceptată deoarece se consideră că furnizează rezultate de măsurare potrivite pentru destinația lor în direcția evaluării justeții de măsurare a valorilor mărimii măsurate obținute pe baza altor proceduri de măsurare pentru mărimi de aceeași natură, pentru etalonare sau pentru caracterizarea materialelor de referință.
- Procedura de măsurare de referință primară este o procedură de măsurare de referință utilizată pentru obținerea unui rezultat de măsurare fără raportarea la un etalon al unei mărimi de aceeași natură.
- Rezoluția reprezintă cea mai mică modificare a unei mărimi măsurate care produce o modificare perceptibilă a indicației corespunzătoare.
- Rezultatul măsurării reprezintă un ansamblu de valori ale mărimii atribuite unui măsurand, împreună cu orice alte informații relevante disponibile.
- Selectivitatea unui sistem de măsurare reprezintă proprietatea unui sistem de măsurare, utilizându-se o procedură de măsurare specificată, prin care sistemul furnizează valori măsurate ale mărimii pentru unul sau mai mulți măsuranzi, astfel încât valorile fiecărui măsurand sunt independente în raport cu alți măsuranzi sau cu alte mărimi legate de fenomenul, corpul sau substanța în curs de investigare.
- Un sistem de măsurare este un ansamblu de unul sau mai multe instrumente de măsurare și adesea și alte dispozitive, inclusiv orice reactiv și rezerve, format și adaptat astfel încât să ofere informații utilizate pentru a genera valori măsurare ale mărimii în interiorul unor intervale specificate pentru mărimi de tipuri specificate.
- Trasabilitatea metrologică reprezintă proprietatea unui rezultat de măsurare prin care acesta poate fi raportat la o referință printr-un lanț de etalonări neîntrerupt și documentat, fiecare etalonare contribuind la incertitudinea măsurării.